# Nosopsyllus afghanus
Nosopsyllus afghanus är en loppart som beskrevs av Peus 1957. Nosopsyllus afghanus ingår i släktet Nosopsyllus och familjen fågelloppor. Inga underarter finns listade i Catalogue of Life.